# مالكي رامسر (مقاطعة فارياب)
مالكي رامسر (بالفارسية: تلمبه مالکی رامسر فاریاب) هي مستوطنة تقع في كرمان في إيران. يقدر عدد سكانها بـ 123 نسمة بحسب إحصاء 2016.